# Paspalidium punctatum
Paspalidium punctatum är en gräsart som först beskrevs av Johannes Burman, och fick sitt nu gällande namn av Aimée Antoinette Camus. Paspalidium punctatum ingår i släktet Paspalidium och familjen gräs. IUCN kategoriserar arten globalt som livskraftig. Inga underarter finns listade i Catalogue of Life.